# جهان (فیلم ۱۹۹۲)
جهان (به هندی: Vishwatma) فیلمی است محصول سال ۱۹۹۲ و به کارگردانی راجیو رای است. در این فیلم بازیگرانی همچون نصیرالدین شاه، سانی دئول، چانکی پاندی، سونام، دیویا بهرتی، آمریش پوری، راضا مراد، آلوک نات، گلشن گروور، دالیپ تاهیل، شارات ساکسنا، کیران کومار ایفای نقش کرده‌اند.